# ابن مرزبان
أبو أحمد عبد الرحمن بن علي بن مرزبان المعروف باسم الطبيب المرزباني أو ابن مرزبان (الفارسية: ابن مرزبان)، كان مسؤولًا فارسيًا وطبيبًا خدم البويهيين. وكان تلميذًا لابن سينا.
لا يُعرف عنه الكثير؛ إذ يعود نسبه إلى عائلة من أصفهان. ومع ذلك، فقد عاش معظم حياته في بغداد وخوزستان بدلًا من مسقط رأسه. في طفولته، تلقى تعليمه في العلوم والشريعة. ثم أصبح قاضيًا في تستر ورئيسًا للمستشفى (البيمارستان) العضدي الشهير في بغداد. تُوفي ابن مرزبان لاحقًا عام 1006 م في تستر.